# Дорн, Фридрих Эрнст
Фридрих Эрнст Дорн (нем. Friedrich Ernst Dorn; 27 июля 1848, Гутштадт — 6 декабря 1916, Галле, Мерзебург, Саксония, Королевство Пруссия, Германская империя) — германский физик-экспериментатор, более всего известный как первооткрыватель химического элемента радона.

## Биография
Родился 27 июля 1848 года в Восточной Пруссии. С 1857 по 1865 год учился в Кёнигсбергской гимназии (Gymnasium Königsberg). Высшее образование получил в Кёнигсбергском университете, в который поступил в 1865 году и где изучал математику, естественные науки, философию и французский язык. В 1869 году окончил это учебное заведение и тогда же получил право вести преподавательскую деятельность: преподавал сначала в Кёнигсбергской гимназии, с 1871 года — в Королевской гимназии Вильгельма. 
В 1871 году за исследование в области математики получил степень доктора философии. В 1873 году защитил хабилитационную диссертацию по математической физике в Грайфсвальдском университете и в том же году стал адъюнкт-профессором Университета Бреслау. В 1881 году получил должность профессора Высшей технической школы в Дармштадте, в 1885 году был назначен ординарным профессором теоретической физики в Университете Галле, с 1895 года возглавлял также Физический институт при данном учебном заведении и одновременно получил должность ординарного профессора экспериментальной физики. В том же году стал членом Немецкой академии естествоиспытателей Леопольдина. 20 декабря 1906 года был назначен тайным советником правительства. Имел целый ряд наград за свою научную деятельность, в том числе орден заслуг Святого Михаила.
Научная деятельность Дорна касалась в первую очередь электрических измерений, радиоактивности, изучения рентгеновского излучения, а также жидких кристаллов. Выполнил измерения абсолютных электрических сопротивлений, в частности, точное определение величины ома. Им были определены многие константы жидких кристаллов.
С 1896 по 1898 год проводил масштабные исследования рентгеновского излучения, в том числе его нагревающего воздействия, обратив внимание на разряд отрицательно заряженных тел под действием лучей. В 1900 году, занимаясь исследованиями тория, определил скорость рентгеновских лучей и стал первооткрывателем вторичного рентгеновского излучения. В 1900 году также открыл радон путём работы с радием, описав основные свойства этого элемента. Первоначально Дорн назвал радон эманацией, в 1904 году предложил термин «эманация радия» (дословно — «то, что выходит из радия»); название «радон» было введено только в 1923 году, уже после смерти учёного. Кроме того, Дорн описал отклонение бета-лучей в электрическом поле.
Дорн Эрнст умер предположительно 6 декабря 1916 года в Галле, Королевство Пруссия.